# Jeepers Creepers 2
Jeepers Creepers 2 (El Demonio 2 en Hispanoamérica) es una película de terror, suspense y acción estadounidense del 2003 escrita y dirigida por Victor Salva, producida por American Zoetrope, Capitol Films, Myriad Pictures y estrenada a través de United Artists, una división de Metro-Goldwyn-Mayer. La película es una secuela de la película de terror de 2001 Jeepers Creepers. Protagonizada por Ray Wise, Nicki Aycox y Eric Nenninger contando nuevamente con la participación antagónica de Jonathan Breck como The Creeper. La película fue seguida 14 años después en 2017 por Jeepers Creepers 3.

## Argumento
Tres días después de los sucesos de la primera película y un día después de los sucesos de la tercera, el Creeper secuestra a un joven Billy Taggart delante de su padre Jack y su hermano mayor Jack Jr. en su 22.º día de alimentación. Al día siguiente, un autobús escolar que transporta a un equipo de baloncesto de un instituto y a las animadoras sufre un reventón, después de que una de las ruedas sea golpeada por un shuriken artesanal hecho de fragmentos de hueso. Más tarde, una animadora llamada Minxie Hayes tiene una visión de Billy Taggart y Darry Jenner, que intentan advertirle sobre el Creeper antes de que reviente otro neumático e inutilice el autobús. Con el equipo varado, el Creeper secuestra a la conductora del autobús Betty Borman y a los entrenadores Charlie Hanna y Dwayne Barnes. Cuando el Creeper regresa, señala a seis de los estudiantes: Dante Belasco, Minxie Hayes, Jake Spencer, Scotty Braddock, Andy "Bucky" Buck y Deaundre "Doble D" Davis. Minxie tiene otra visión en la que Darry dice que el Creeper emerge cada 23 primaveras durante 23 días para comer humanos y se lo cuenta a los demás estudiantes.
Después de escuchar varios informes policiales, los Taggart van a la caza del Creeper y pronto hacen contacto por radio con el autobús escolar. El Creeper ataca a Bucky, pero Rhonda le atraviesa la cabeza con una jabalina. Dante comienza a pinchar el ala del Creeper, sólo para que éste lo agarre y lo decapite. El Creeper se arranca la cabeza herida y utiliza la cabeza cortada de Dante para reemplazar la suya. Los estudiantes deciden abandonar el autobús para buscar ayuda, pero el monstruo regresa y los persigue hasta un campo, donde mata a Jake y se lleva a Scotty.
Cuando el Creeper ataca de nuevo a Jonny, Chelsea y Bucky en el autobús, llegan los Taggart y su perro, Mac, y Jack le dispara con un arpón casero, con el que el Creeper lucha en vuelo, consiguiendo escapar tras volcar el autobús. Rhonda, Izzy Cohen y Doble D encuentran un camión e intentan escapar pero son perseguidos por el Creeper de nuevo. Izzy empuja a Rhonda fuera del camión antes de hacer que el vehículo se estrelle, hiriendo tanto a Doble D como al Creeper, que pierde un brazo, una pierna y un ala, aunque Izzy sale a rastras de los restos antes de que el camión explote. El Creeper continúa persiguiendo a Doble D saltando hacia él y, cuando tiene a Doble D inmovilizado, Jack aparece y dispara al Creeper en la cabeza con el arpón. Apuñala repetidamente al Creeper en el corazón pero éste entra en estado de hibernación antes de poder morir.
23 años más tarde, tres adolescentes se dirigen a la granja Taggart, donde el Creeper es una atracción llamada "Un murciélago del infierno" y Jack Jr. de mediana edad cobra la entrada. Ven a un anciano Jack padre observándolo con el arpón a su lado y cuando le preguntan si está esperando algo, mira al Creeper y dice "Unos tres días más, más o menos".

## Reparto

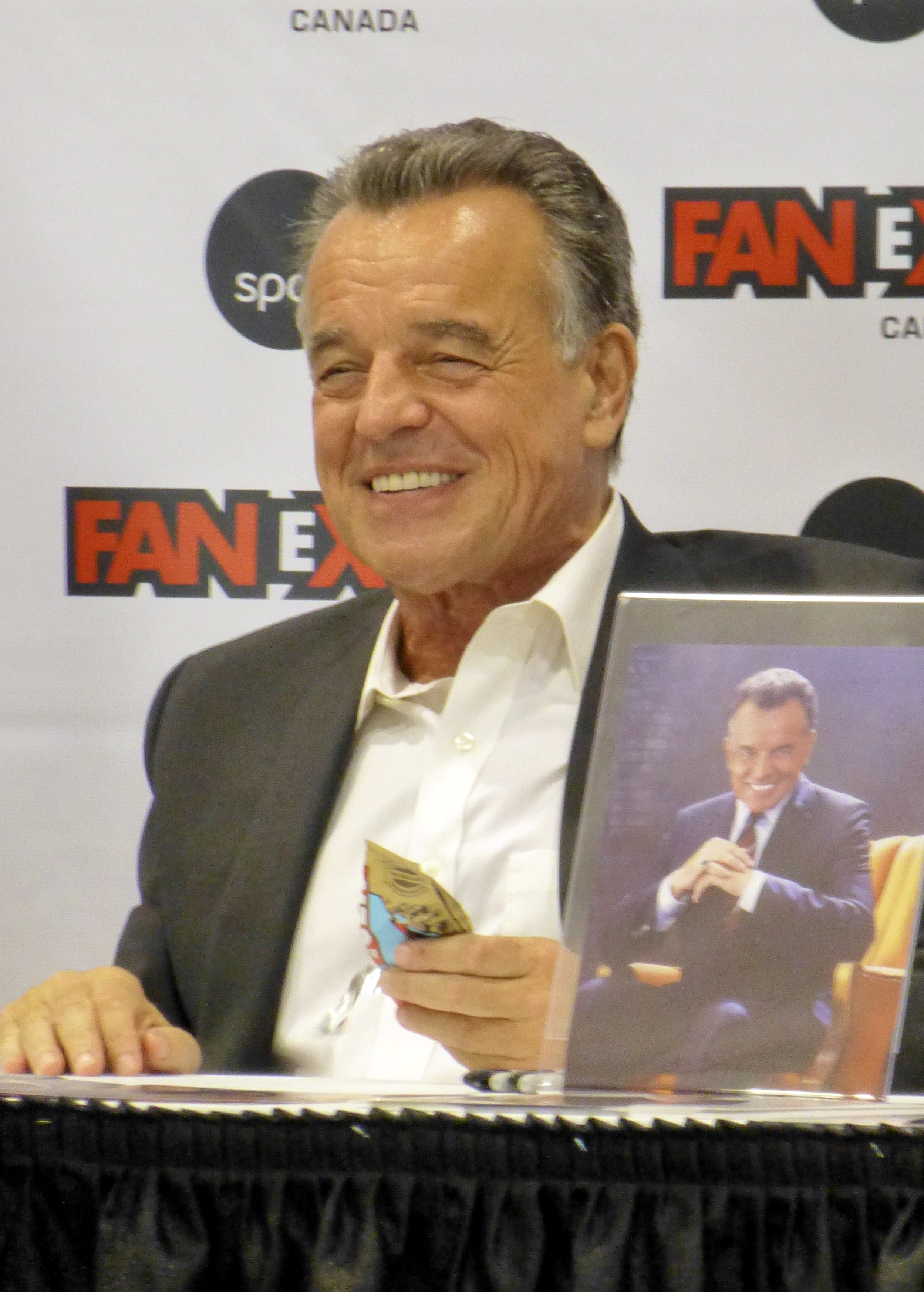
Ray Wise, protagonista de esta segunda parte de Jeepers Creepers.

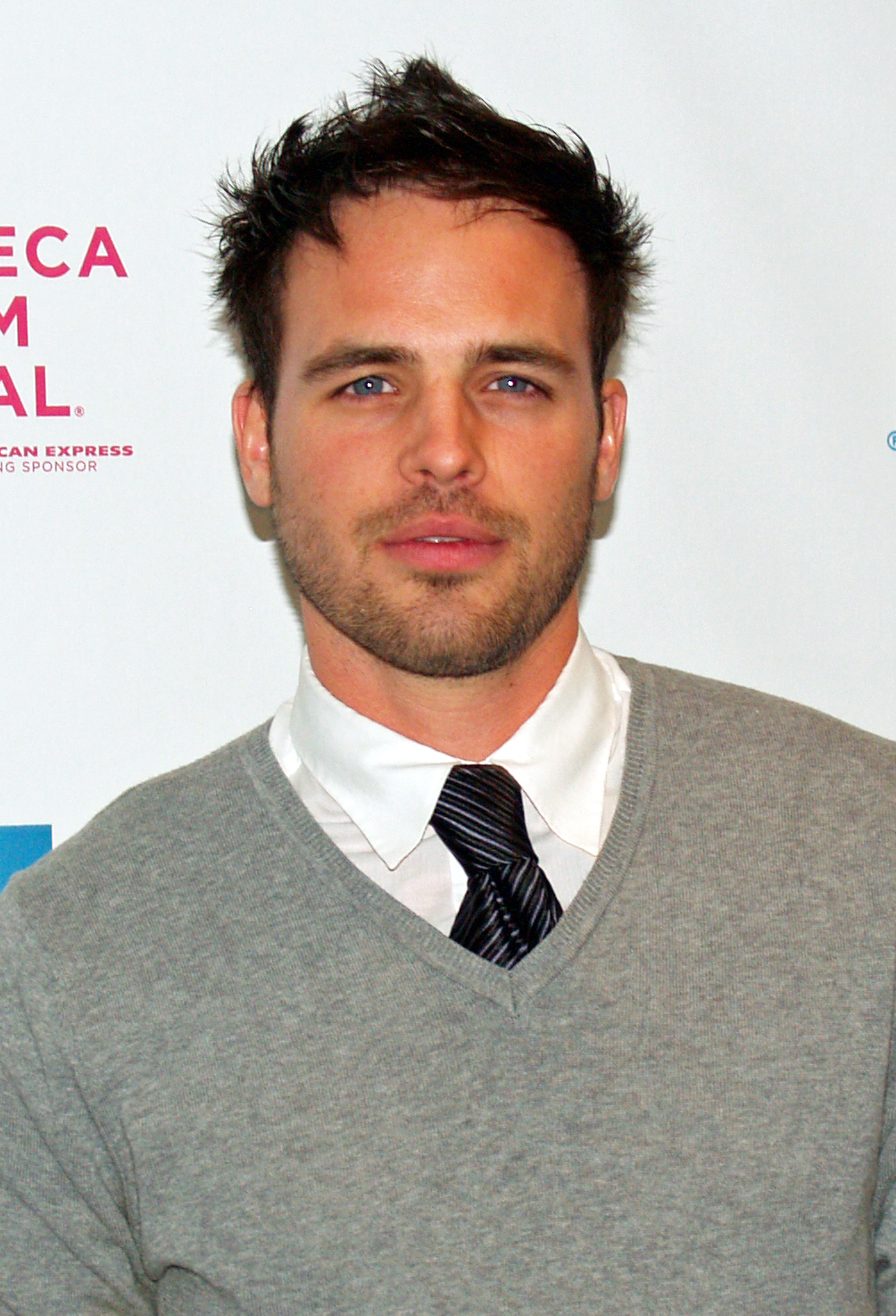
Al Santos quien interpretó a Dante Belasco.

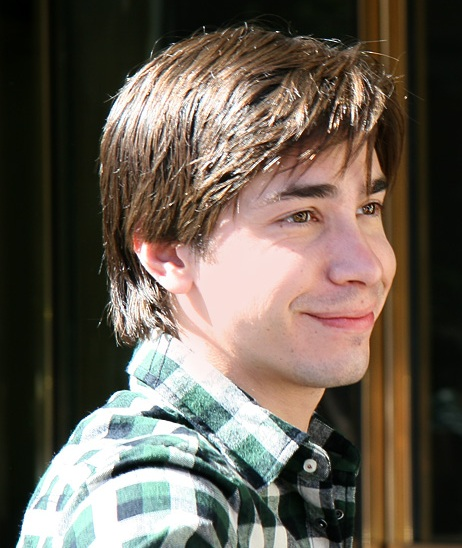
Justin Long nuevamente retoma a su personaje de Darry Jenner.

- Ray Wise como Jack Taggart, Sr.: Un granjero de Texas, viudo y padre de Jacky y Billy luego que el Creeper rapta y asesina a Billy, lleno de ira construye un arpón casero con una máquina de clavar postes y se marcha a la caza del monstruo.
- Eric Nenninger como Scott "Scotty" Braddock: El líder del equipo Bannon y uno de los estudiantes escogidos por el Creeper como presa. Es capturado por este después de ser apuñalado por un cuchillo de la criatura.
- Garikayi Mutambirwa como Deaundre "Doble D" Davis: un jugador afroamericano que sufre casos de racismo por Scotty. Es escogido por el Creeper como una presa pero logra sobrevivir a los sucesos.
- Nicki Aycox como Minxie Hayes: una animadora del equipo Bannon, durante el trayecto por el condado de Kissell comienza a tener experiencias psíquicas en las cuales sus víctimas anteriores le revelan las intenciones del Creeper.
- Marieh Delfino como Rhonda Truitt: Una animadora del equipo, novia de Scotty y mejor amiga de Chelsea y Minxie. Se desconoce si murió en la persecución final.
- Diane Delano como Betty Borman, conductora del autobús en el que viaja el equipo.
- Thom Gossom Jr. como Charlie Hanna, el entrenador del equipo.
- Billy Aaron Brown como Andy "Bucky" Buck: Asistente de los jugadores, es el típico chico empollón y sufre abusos por parte de sus compañeros. Es uno de los objetivos de la cacería del Creeper.
- Lena Cardwell como Chelsea Farmer: Es una animadora afroamericana y la mejor amiga de Rhonda. Es una de las sobrevivientes a la cacería del Creeper.
- Al Santos como Dante Belasco: Un reconocido jugador del equipo Bannon, cuando el monstruo se estrella intencionalmente contra el techo del autobús, creyéndolo muerto, comienza a jugar con el ala del monstruo y paga su negligencia perdiendo su cabeza, que es arrancada por el Creeper para reemplazar la suya, que resultó herida al embestir el vehículo.
- Kasan Butcher como Kimball "Big K" Ward, miembro del equipo.
- Josh Hammond como Jake Spencer, miembro del equipo.
- Tom Tarantini como el entrenador Dwayne Barnes.
- Drew Tyler Bell como Jonny.
- Luke Edwards como Jacky Taggart, el hijo mayor de Jack Sr.
- Justin Long como Darius "Darry" Jenner: Víctima anterior del Creeper, pese a estar muerto, desempeña un papel importante en el filme como un fantasma que advierte a Minxie en visiones y sueños sobre el peligro.
- Jonathan Breck como El Creeper: Un temible demonio que despierta cada 23 años y durante 23 días se alimenta de órganos y partes humanas para nuevamente regresar a su hibernación.
- Shaun Fleming como Billy Taggart, el hijo menor de Jack Sr. que es asesinado por el Creeper al inicio de la película.

## Secuela
En 2017 se estrenó en cines Jeepers Creepers 3, la tercera película de la franquicia que contó con la financiación de Myriad Pictures y con Salva nuevamente como director y escritor. La acción transcurre después de la primera película pero antes de la segunda película, narrando lo acontecido después del rapto de Darry Jenner pero antes que el Autobús 226 inicie su fatídico recorrido al condado de Kissell. La protagonizan Meg Foster, Stan Shaw y Jonathan Breck, con un cameo de Gina Philips como Trish Jenner.

## Recepción
Jeepers Creepers 2 recibió reseñas mixtas a negativas de parte de la crítica y la audiencia. En el portal de internet Rotten Tomatoes, la película posee una aprobación de 23%, basada en 122 reseñas, con una puntuación de 4.2/10 por parte de la crítica, mientras que de parte de la audiencia tiene una aprobación de 37%.
La página web Metacritic le ha dado a la película una puntuación de 36 de 100, basada en 29 reseñas, indicando "reseñas generalmente negativas". Las audiencias de CinemaScore le han dado una calificación de "C+" en una escala de A+ a F, mientras que en el sitio web IMDb los usuarios le han dado una puntuación de 5.6/10, con base en más de 47 000 votos.